# Acanthurus dussumieri
Acanthurus dussumieri là một loài cá biển thuộc chi Acanthurus trong họ Cá đuôi gai. Loài cá này được mô tả lần đầu tiên vào năm 1835.

## Từ nguyên
Từ định danh dussumieri được đặt theo tên của Jean-Jacques Dussumier, một thương gia người Pháp rất thích du hành bằng đường biển, là người đã thu thập mẫu định danh của loài cá này.

## Phạm vi phân bố và môi trường sống
Từ bờ biển phía nam bán đảo Ả Rập dọc theo đường bờ biển Đông Phi, A. dussumieri được phân bố trải dài về phía đông đến quần đảo Hawaii và quần đảo Line, băng qua những vùng biển thuộc khu vực Ấn Độ Dương - Thái Bình Dương (trừ phần lớn khu vực Trung Thái Bình Dương), ngược lên phía bắc đến vùng biển phía nam Nhật Bản (gồm cả quần đảo Ryukyu và quần đảo Ogasawara), giới hạn phía nam đến bờ đông Úc (gồm cả rạn san hô Great Barrier và đảo Lord Howe), xa nhất là đến quần đảo Kermadec (phía bắc New Zealand).
Ở Việt Nam, A. dussumieri được ghi nhận tại cù lao Chàm (Quảng Nam) và quần đảo Trường Sa, cũng như tại quần đảo Hoàng Sa và Cồn Cỏ (Quảng Trị).
A. dussumieri thường sống tập trung trên các rạn san hô viền bờ ở độ sâu hơn 10 m, và có thể sâu đến 131 m như đã được nhìn thấy ở Hawaii; cá con được tìm thấy ở khu vực có nhiều tảo phát triển.

## Mô tả

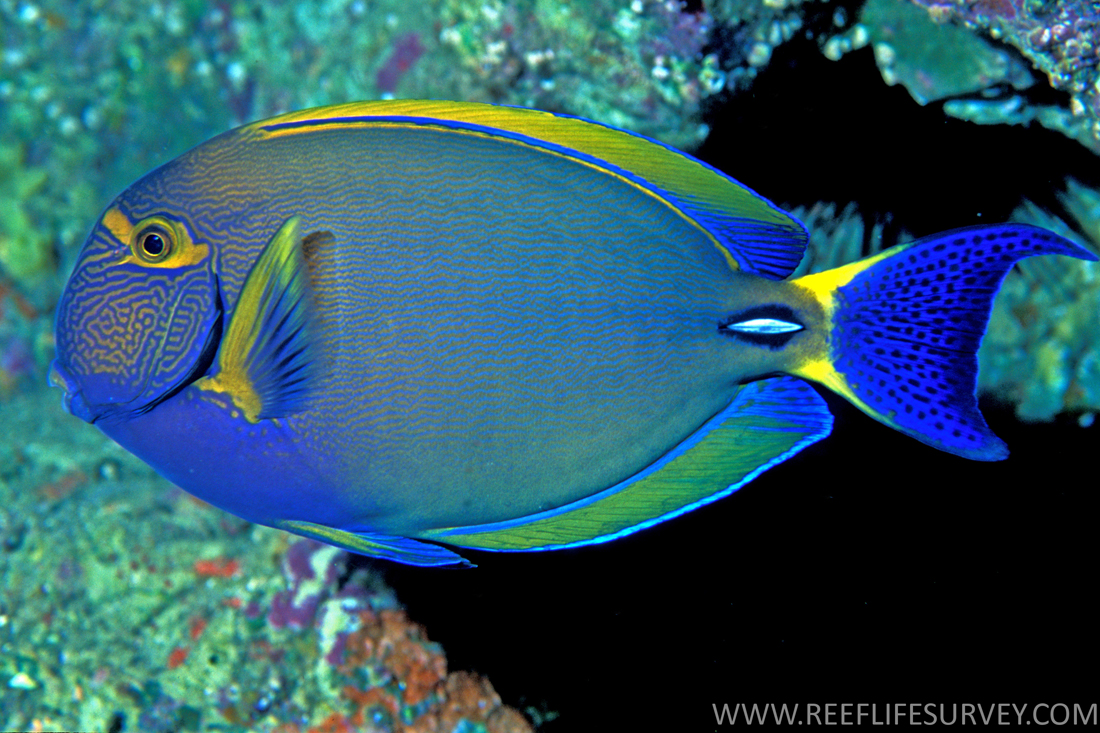
A. dussumieri với vây đuôi nhiều đốm đen

Chiều dài cơ thể lớn nhất được ghi nhận ở A. dussumieri là 54 cm, nhưng thường được quan sát với kích thước phổ biến là 35 cm. Loài cá này có một ngạnh sắc màu trắng chĩa ra ở mỗi bên cuống đuôi; rãnh của ngạnh này được viền đen.
Cơ thể hình bầu dục thuôn dài, màu nâu nhạt (hoặc phớt vàng) với những vân sọc gợn sóng màu xanh lam nhạt ở trên đầu và hai bên cơ thể. Một dải màu vàng cam băng ngang mắt, lan rộng thành một đốm ngay sau mắt. Phần mang cá có màu đen. Vây lưng và vây hậu môn màu vàng, có dải xanh lam ở gốc (giữa vây của cá con còn có thêm nhiều sọc xanh tương tự) và được viền màu xanh óng ở rìa. Vây đuôi màu xanh thẫm với nhiều đốm đen, có dải vàng ở gốc đuôi (lõm sâu ở cá trưởng thành). Vây ngực và vây bụng màu vàng nâu nhạt.
Vây đuôi có nhiều đốm đen giúp phân biệt A. dussumieri với những loài Acanthurus có kiểu hình tương tự.
Số gai ở vây lưng: 9; Số tia vây ở vây lưng: 25–27; Số gai ở vây hậu môn: 3; Số tia vây ở vây hậu môn: 24–26; Số tia vây ở vây ngực: 16–17; Số gai ở vây bụng: 1; Số tia vây ở vây bụng: 5; Số lược mang: 23–26.

## Sinh thái học
A. dussumieri thường sống đơn độc, có khi hợp thành từng đàn nhỏ. Thức ăn của chúng là tảo, bao gồm các loại tảo lục, tảo lam và tảo cát, cũng bao gồm cả trầm tích và vụn hữu cơ.
Tuổi thọ cao nhất được biết đến ở A. dussumieri là 28 năm tuổi.

## Đánh bắt
A. dussumieri là một trong những loài cá thực phẩm được tiêu thụ phổ biến ở Papua New Guinea. Đây cũng là một loài hải sản có giá trị trong ngành thủy sản thương mại tại Hawaii. Ở một số nơi trong khu vực phân bố, loài này thường vô tình được đánh bắt, chủ yếu là bằng bẫy.
A. dussumieri cũng được nuôi làm cá cảnh, với giá bán trực tuyến dao động từ 80 đến gần 800 USD một con tùy theo kích cỡ.